# Медей
Медей др.-греч. Μήδειος) или Мед (др.-греч. Μῆδος — персонаж древнегреческой мифологии. 
По ранней версии, сын Ясона и Медеи, вскормленный Хироном. По более распространённой версии, сын Эгея и Медеи.
Был изгнан из Афин с матерью, удалился к колхам. Одержал победы над многочисленными варварами, а завоеванную им страну назвал Медией. Погиб, совершая поход против индов. Основал Экбатаны, или город Медию и царство Медов.
По другим авторам, сын Медеи и одного из азиатских царей, от которого унаследовал царскую власть. Либо убил Перса, брата Ээта, овладел царством и назвал его Мидией. Святилища Ясона показывали во многих местах в Армении и Мидии.
Действующее лицо трагедии Пакувия «Мед» (переложение неизвестной греческой трагедии). 

## Соответствия
В книге Бытия упоминается родоначальник мидян Мадай, сын Иафета.